# Fusillade du 11 novembre 1984 à Châteaubriant
La fusillade du 11 novembre 1984 est une fusillade de masse à motivation raciste et xénophobe ayant eu lieu à Châteaubriant dans le département de la Loire-Atlantique.  
Un militant d'extrême droite, Frédéric Boulay, assassine à bout portant deux ouvriers turcs et en blesse cinq autres dans un salon de thé du centre-ville.  
Ce drame frappe durablement les esprits et est abondamment commenté dans les médias nationaux de l'époque. 

## Contexte historique
Avant la fusillade du 11 novembre 1984 à Châteaubriant, la France est déjà le théâtre de crimes contre des étudiants ou des travailleurs immigrés.
Dans le contexte politique, le Front national perce lors des élections municipales de 1983 (à Dreux notamment) et lors des élections européennes de 1984. 

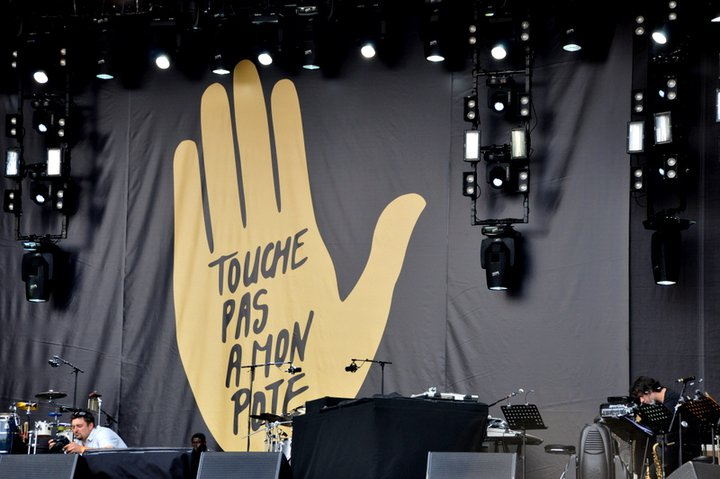
Touche pas à mon pote.

Du point de vue sociétal, l'affaire Habib Grimzi, mise à l'écran dans Train d'enfer, et la première marche pour l'égalité constituent deux évènements marquants de cette période. Le 15 octobre 1984, l'association SOS Racisme est fondée dans les rangs du Parti socialiste avec le slogan « Touche pas à mon pote ». 
Politiquement parlant, le troisième et dernier gouvernement de Pierre Mauroy prend un virage à droite avec le tournant de la rigueur, qui se poursuit sous le gouvernement Fabius qui opère une restructuration de l'industrie sidérurgique et métallurgique. 
Un petit groupe de Turcs habite à Châteaubriant depuis une dizaine d'années, constituant un groupe de 300 personnes. Les Turcs sont employés pour les « tâches les moins nobles » à la fonderie Huard. Ils sont assez peu acceptés dans les cafés du centre ville, en raison de menaces proférées à l'encontre des tenanciers par des habitants n'acceptant pas la présence de Turcs. La communauté turque a donc l'habitude de se réunir dans deux salons de thé, celui de la fonderie et celui de la rue de Couëré tenu par leur compatriote Memduh Gürsoy et ouvert un an auparavant.

## Déroulé

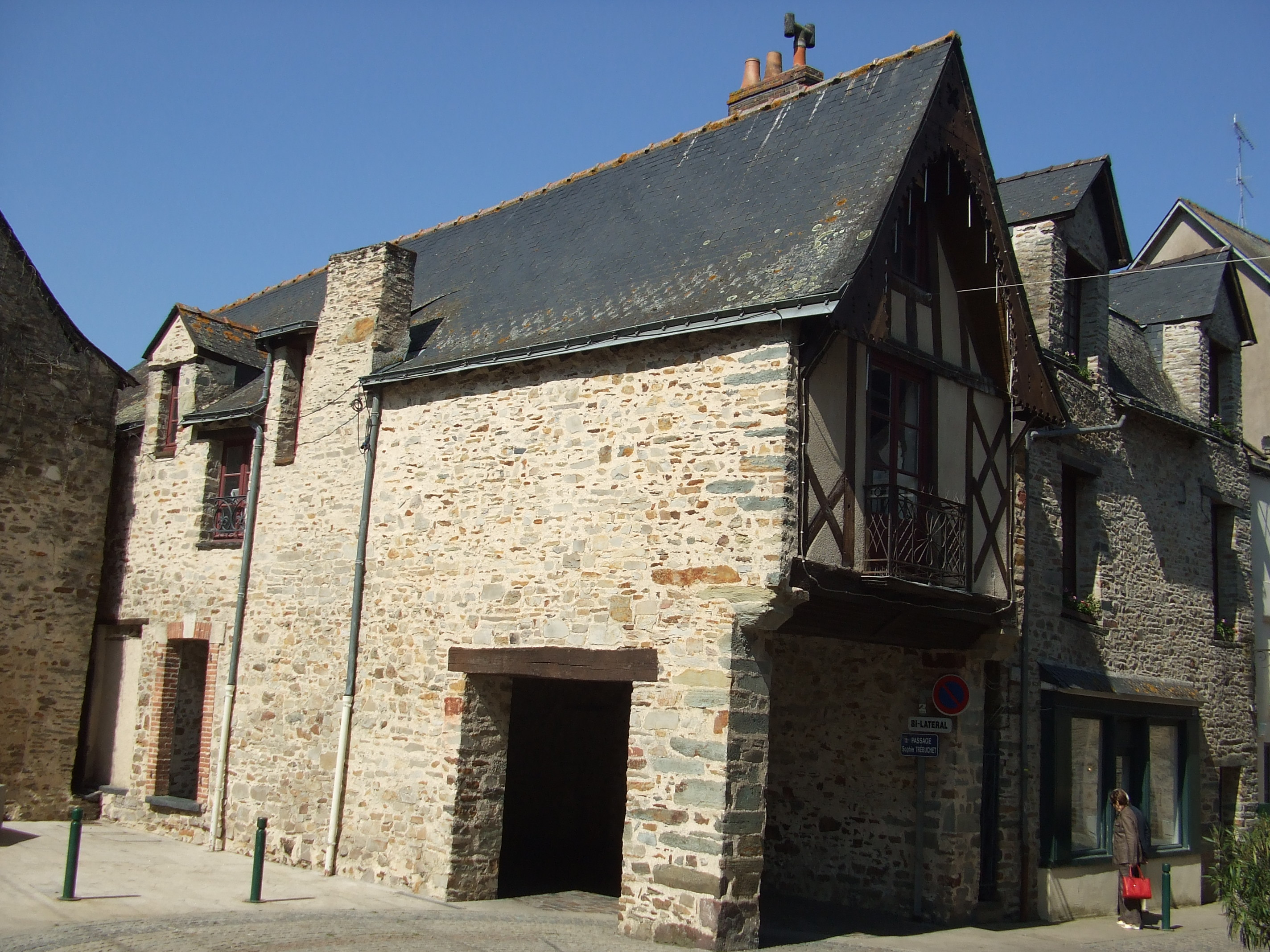
Un des immeubles de la rue de Couëré.

Le dimanche 11 novembre 1984, au 17 rue de Couëré dans le centre-ville de Châteaubriant, dix à quinze ouvriers turcs qui travaillent à la fonderie Huard se réunissent dans un salon de thé ouvert par Memduh Gürsoy. Ils ont l'habitude d'y prendre le thé et jouer aux cartes,. 
À 18 h, alors que la nuit est tombée, Frédéric Boulay, 23 ans, domicilié à Martigné-Ferchaud, se tient au milieu de la rue de la Couëré en face du café. Armé d'un fusil à pompe Remington et de 20 cartouches à ailettes qui servent habituellement à la chasse au sanglier (en),, il crie « Heil Hitler », en tirant à sept reprises à mi-hauteur des ouvriers, depuis le milieu de la rue. Après que l'un d'eux se soit aperçu qu'on leur tirait dessus, ceux-ci utilisent une table comme protection.
Certains se sont couchés à plat ventre pour se glisser jusque dans les toilettes. Frédéric Boulay ajuste son tir vers la partie basse du salon de thé afin d'atteindre ses victimes. Salih Kaynar, 40 ans, et Abdullah Yildiz, 38 ans, sont tués sur le coup. Parmi les autres convives du café, cinq personnes ont été grièvement blessés.
Au même moment, deux gendarmes patrouillent dans le centre-ville. Ils aperçoivent Frédéric Boulay qui recharge son fusil en prenant des balles qu'il a placées dans une sacoche de sa moto, garée rue de la Coquerie et l'interpellent. Arrêté, il est immédiatement inculpé d'assassinat et de tentative d'assassinat.   

## Réactions
Le lendemain, lundi 12 novembre, une foule immense se réunit devant le café pour rendre hommage aux victimes. Le député-maire de l'époque, Xavier Hunault, convoque un conseil municipal extraordinaire qui assure la communauté turque de sa solidarité et son soutien. Le maire exprime le souhait que cette « dramatique affaire » ne soit pas « récupérée par certains ». 
Le 14 novembre, un millier de lycéens se réunissent dans le centre-ville de Châteaubriant, tandis que les salariés de la société Huard, ayant débrayé en signe de solidarité, se joignent à la manifestation. 
Un millier de personnes se rassemblent également à Nantes en fin d'après-midi à l'appel du Mouvement contre le racisme et pour l'amitié entre les peuples (MRAP).

## Procès
Frédéric Boulay est jugé par la cour d'assises de Loire-Atlantique. Le MRAP, ainsi que l'association Solidarité aux travailleurs immigrés, se constituent partie civile, une nouveauté pour des associations.
Devant la cour, le 25 septembre 1985, Boulay reconnaît les faits en donnant les détails, n'exprime aucun regret, et revendique au contraire le bien-fondé de ses actes. Pendant le procès, un journaliste du Monde décrit l'attitude de Frédéric Boulay comme « indifférente et hautaine ». L'avocat général, Jacques Bruneau, voit « notre honte à tous » dans le personnage de l'accusé. Frédéric Boulay est condamné à la réclusion criminelle à perpétuité après une demi-heure de délibération.

## Idéologie du meurtrier
Au moment des faits, Frédéric Boulay travaille à la beurrerie Bridel et est le beau-frère d'un Tunisien. Il voue un culte au nazisme et à l'hitlérisme. La veille du meurtre, le samedi 10 novembre 1984, il affirme avoir entendu un discours de Jean-Marie Le Pen. Lors de son procès, il indique avoir voté pour le Front national, parti de Le Pen, « faute de mieux », et loue Mark Fredriksen, dirigeant de la Fédération d'action nationale et européenne (FANE), comme « le seul homme politique valable ».
À l'adresse du capitaine de gendarmerie Arnoult qui l'interroge après son arrestation, il déclare : « je n'aime pas les étrangers non européens » et ajoute : « je suis chômeur alors qu'ils ont du travail ».
Devant la cour d'assises, il s'exprime en ces termes : « Vous m'inculpez d'assassinat et de tentatives d'assassinat. Je suis d'accord. Il a fallu un coup de malchance pour que je n'en tue que deux. [...] Je voulais flinguer des bougnoules. Les Turcs et les Arabes, pour moi, c'est la même chose. En aucun cas, je ne regrette ce que j'ai fait. La France a beau être une terre d'asile, ce n'est pas un dépotoir. J'estime que j'ai servi mon pays. D'abord, aujourd'hui ce pays me met en prison, mais tout peut changer. D'ici cinq ou six ans, il y aura un régime d'extrême droite ou alors les étrangers feront la loi. »

## Double évasion
Transféré à la prison de Lannemezan dans les Hautes-Pyrénées, Frédéric Boulay participe à une première évasion le 6 décembre 1989 avec huit acolytes. En cavale durant trois mois, il est finalement intercepté par le SRPJ à Grabels dans l'Hérault alors qu'il s'apprêtait à commettre un braquage. Le 5 novembre 1990, à 17 h 15, il prend part à une seconde évasion en hélicoptère avec quatre comparses. La course-poursuite prend fin le 6 novembre 1990 dans le centre-ville de Saragosse (Espagne) vers 6 h 45 du matin. Frédéric Boulay est alors incarcéré en Espagne, il a 28 ans.

## Mémoire
Le 11 novembre 2014, pour le 30e anniversaire de l'événement, une cérémonie du souvenir est organisée. À cette occasion, une plaque commémorative est posée au 17, rue de Couëré. 